# Onosma roussaei
Onosma roussaei är en strävbladig växtart som beskrevs av Dc. Onosma roussaei ingår i släktet Onosma och familjen strävbladiga växter. Inga underarter finns listade i Catalogue of Life.